# تاتيانا سولي
تاتيانا سولي (بالإنجليزية: Tatjana Soli)‏‏ (7 مايو 1963 - )؛ كاتِبة، وروائية من الولايات المتحدة.